# Hnačov
Hnačov (deutsch Nadschow, früher Hnadschow) ist eine Gemeinde in Tschechien. Sie liegt vier Kilometer südlich von Plánice und gehört zum Okres Klatovy.

## Geographie
Hnačov befindet sich in der Blatenská pahorkatina (Bergland von Blatna). Das Dorf liegt rechtsseitig der Bradlava am Nordufer des Teiches Hnačovský rybník. Nördlich erheben sich der Bouček (578 m) und der Zbudov (644 m), im Nordosten die Javorka (605 m), östlich die Chocholka (650 m) und die Hora (675 m), im Südosten die Mýť (603 m) und die Malá hora (604 m), südlich die Kloudova hora (604 m), im Südwesten die Skalka (635 m), westlich die Křížovická hora (652 m) sowie im Nordwesten die Šiškovka (653 m) und der Javor (656 m). Zwei Kilometer südlich verläuft die Straße I/22 zwischen Klatovy und Horažďovice.
Nachbarorte sind Plánice, Zajícova Cihelna, Voldřichova Cihelna und Nicov im Norden, Zborovy, Loužná, Žďár und Camberov im Nordosten, Těchonice, Pohodnice, Šiplík und Velenovy im Osten, Plichtice und Tužice im Südosten, Zavlekov, Bradava und Nová Hospoda im Süden, Plánička, Skránčice und Číhaň im Südwesten, Křížovice, Kramlův Mlýn und Zdebořice im Westen sowie Nová Plánice, Kvaslice, Vracov, Pod Horou und Vítkovice im Nordwesten.

## Geschichte
Die erste urkundliche Erwähnung von Hnačov erfolgte 1411. Im Jahre 1613 wurde die Bradlava zu einem großen Fischteich angestaut.
Nach der Aufhebung der Patrimonialherrschaften bildete Hnačov/Hnadschow ab 1850 einen Ortsteil der Gemeinde Plichtice im Gerichtsbezirk Planitz. Ab 1868 gehörte das Dorf zum Bezirk Klattau. 1907 löste sich Hnačov von Plichtice los und bildete eine eigene Gemeinde. 1960 wurde Hnačov nach Plánice eingemeindet. Im Jahre 1982 hatte das Dorf 107 Einwohner. Seit dem 24. November 1990 besteht die Gemeinde Hnačov wieder. Beim Zensus von 2001 lebten in den 36 Wohnhäusern von Hnačov 79 Personen.
Hnačov ist heute ein Erholungsort. Um den Hnačovský rybník befinden sich mehrere Campingplätze und Feriensiedlungen.

## Gemeindegliederung
Für die Gemeinde Hnačov sind keine Ortsteile ausgewiesen. Zu Hnačov gehören die Einschichten Voldřichova Cihelna und
Zajícova Cihelna.

## Sehenswürdigkeiten
- Kapelle des hl. Wenzel, errichtet zu Beginn des 20. Jahrhunderts
- Teich Hnačovský rybník, volkstümlich Hnačovák genannt. Er wurde 1613 angelegt und besaß ursprünglich eine Ausdehnung von über 100 ha. Mit seiner Wasserfläche von 68,38 ha ist er heute der zweitgrößte Teich in Westböhmen. Er dient heute vor allem zu Erholungszwecken.
- Gedenktafel am Geburtshaus von Václav Přerost

## Söhne und Töchter der Gemeinde
- Václav Přerost (1918–1943), der Militärpilot der RAF, verunglückte zu Silvester 1943 über Schottland während eines Übungsfluges im Nebel